# فسفات

گروه فسفات

فسفات ترکیبی غیر آلی و نمک اسید فسفریک است. فسفر در طبیعت هرگز به شکل خالص دیده نشده بلکه تنها به شکل فسفات دیده شده است و شامل اتم فسفر است که با چهار اتم اکسیژن پیوند داده است. این می‌تواند به شکل یون فسفات دارای بار منفی (-PO4³) که در مواد معدنی یا به عنوان ارگانوفسفات که به مولکول‌های زیستی چسبیده به یک، دو یا سه اتم اکسیژن هستند وجود داشته باشد. از فسفات به صورت عمده در کودهای کشاورزی استفاده می‌شود.

## خاک فسفات
خاک فسفات (به انگلیسی: Phosphate rock) که فرم خالص تر آن آپاتیت نام دارد و بدین شکل نوشته می‌شود P2O5، یک کانی رسوبی است. شکل ظاهری این ترکیب، به صورت سنگ و صخره تیره رنگ است.
خاک فسفات در طبیعت به اشکال مختلف سنگی و پودری مشاهده می‌گردد و آنالیزهای مختلف از آن وجود دارد ولی در کل فسفر (به منظور فسفر ازاد)در خاک بسیار کمیاب می‌باشد.

## استخراج
خاک فسفات (PR) نام عمومی برای توضیح ترکیب معدنی طبیعی حاوی غلظت بالایی از فسفات معدنی می‌باشد. این عبارت برای نامگذاری هر دو حالت فسفات و ناخالصی‌های آن کاربرد دارد. کانی‌های رسوبی خاک فسفات تقریباً ۸۰ تا ۹۰ درصد این محصول را در ۱۰ سال گذشته در جهان تأمین نموده است. انواع خاک فسفات دارای ترکیبات شیمیایی و شکل‌های فیزیکی بسیار متفاوتی هستند. گاهی به صورت لایه‌های مسطح باریک یا به شکل روباره‌های کم عمق.
بزرگ‌ترین معادن خاک فسفات جهان در کشور مراکش و سوریه و دیگر کشور های افریقایی، آمریکا، خاورمیانه و چین قرار دارند.
بیشتر کانی‌های فسفات حاوی فلوراپاتیت-کربنات معروف به فرانکولیت هستند. فرانکولیت‌های با میزان کربنات زیاد، جایگزینی برای فسفات هستند که بسیار فعال بوده و کاملاً مناسب برای بکار بردن مستقیم به عنوان کود کشاورزی یا اصلاح‌کننده خاک می‌باشند.
کانی‌های آتشفشانی در حدود ۱۰ تا ۲۰ درصد تولید خاک فسفات در جهان را طی ۱۰ سال گذشته در اختیار داشتند. این نوع معادن در روسیه، کانادا، آفریقای جنوبی،برزیل، فنلاند و زیمبابوه و همچنین اوگاندا،مالاوی،سری‌لانکا و چند کشور دیگر استخراج می‌شوند. این کانی‌ های فسفات معمولاً دارای انواع متفاوت فلوراپاتیت غیرفعال می‌باشند که برای اعمال مستقیم در کشاورزی زیاد مناسب نیستند.

## نگارخانه

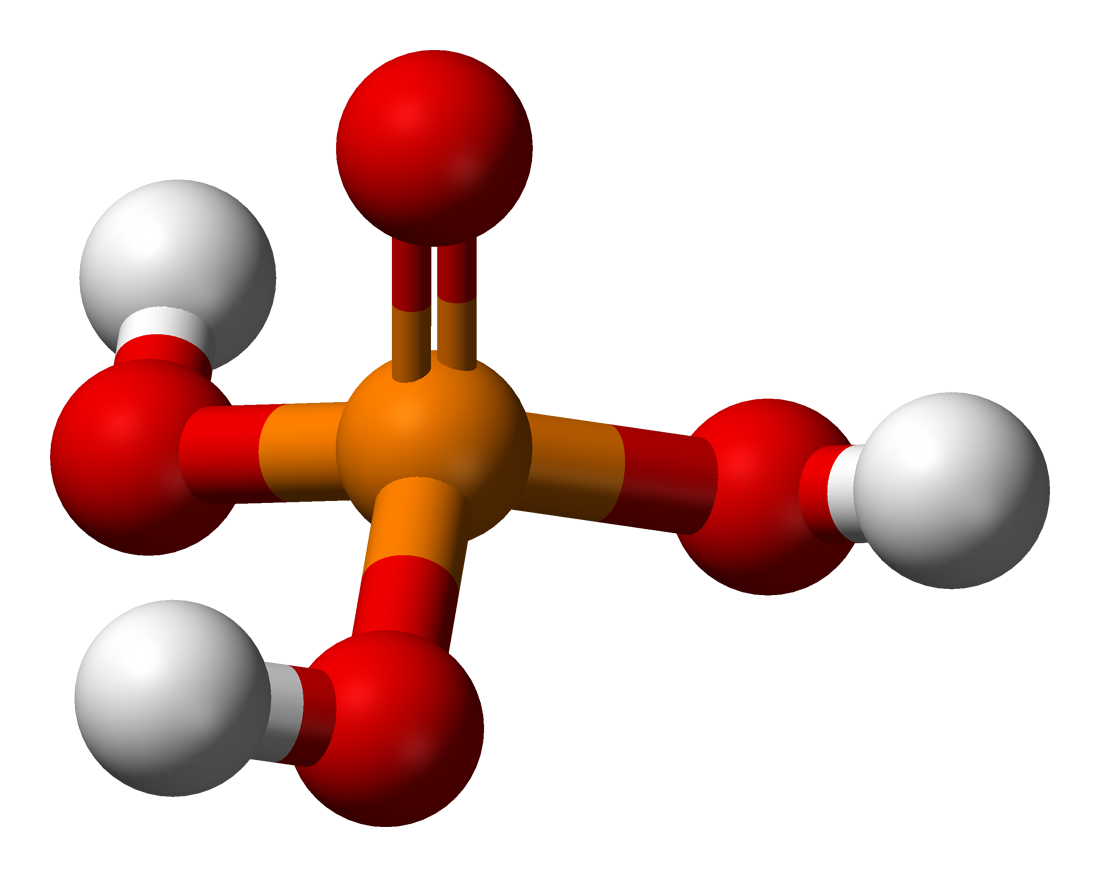
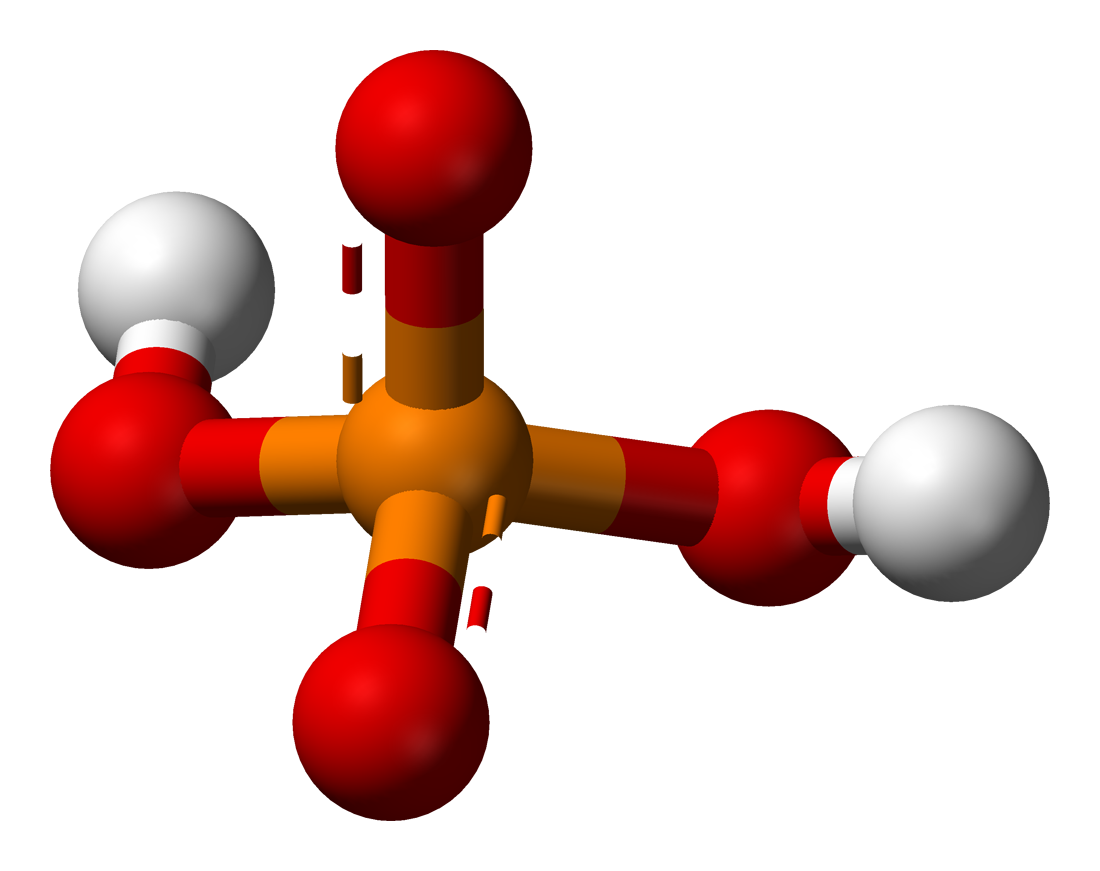
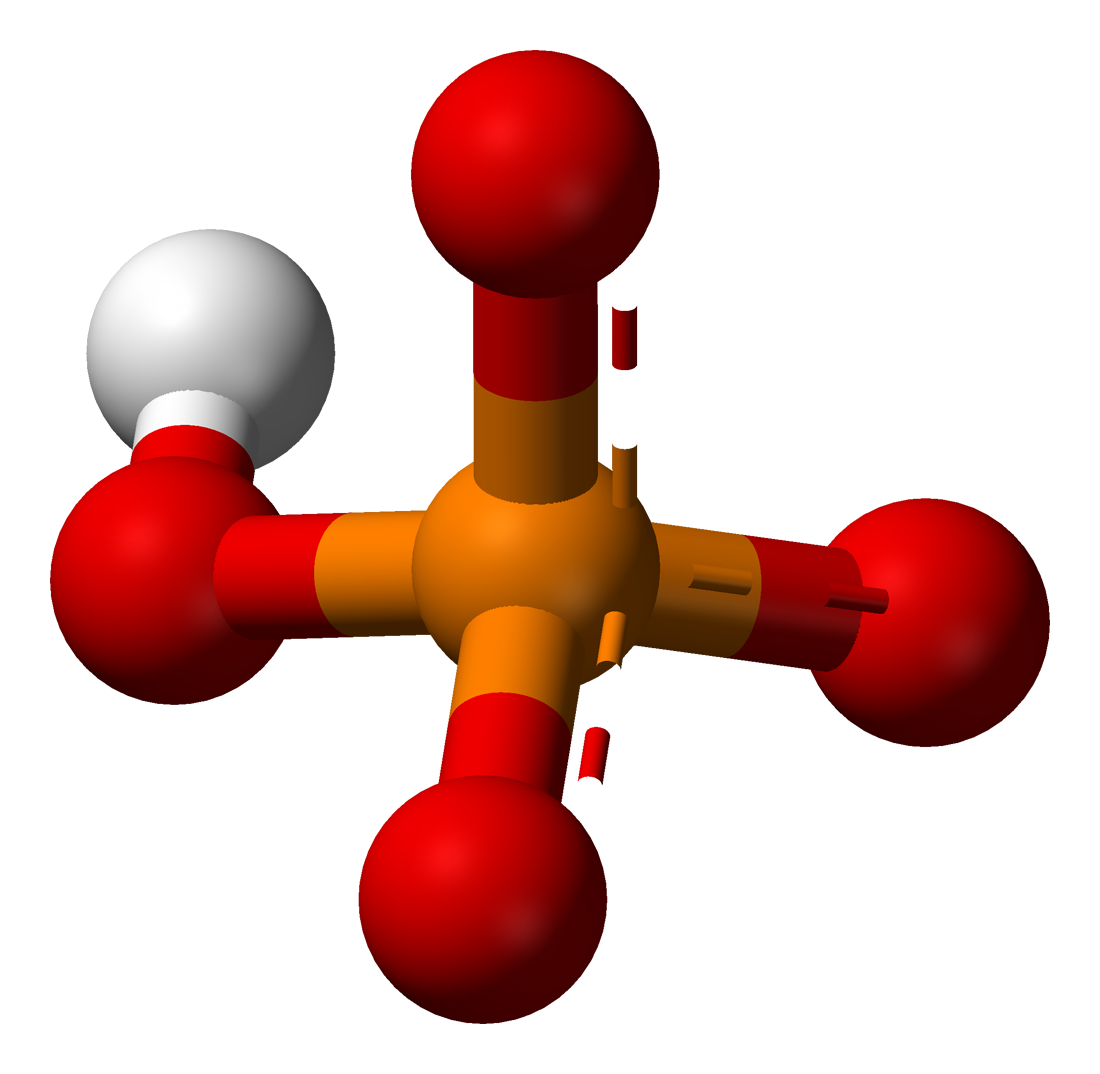